# Nyabihanga
Nyabihanga est une commune de la province de Mwaro au Burundi.
Il est le lieu de naissance de Melchior Ndadaye, premier président démocratiquement élu au Burundi. Il fut élu en 1993 et assassiné par un coup d'État militaire en octobre de la même année après trois mois au pouvoir.